# Phalaenopsis javanica
Espèce
Phalaenopsis javanica est une espèce de plantes à fleurs de la famille des Orchidaceae (les orchidées) et du genre Phalaenopsis originaire de l'île de Java.